# Gjeçaj-Wasserfall

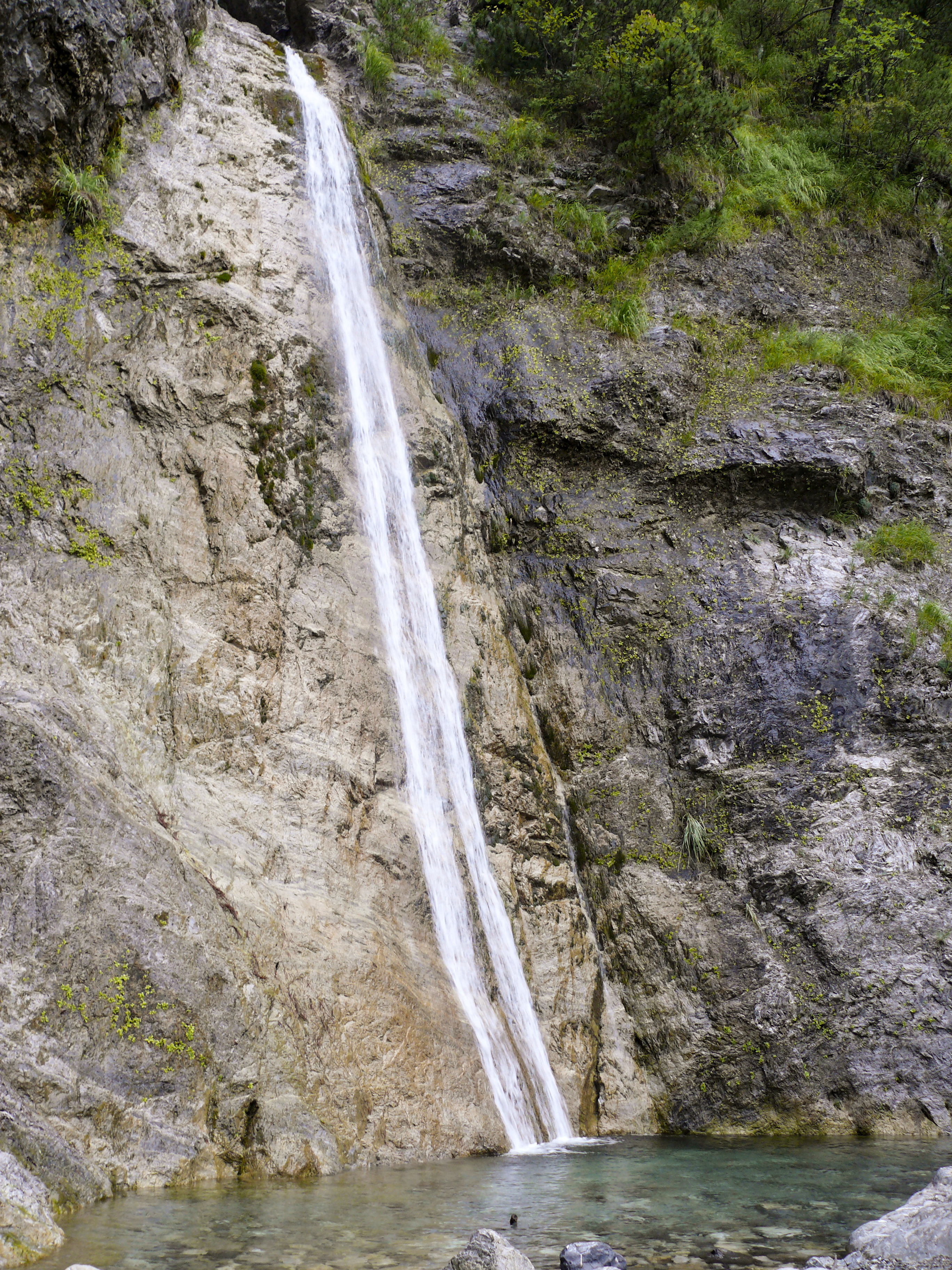
Wasserfall von Gjeçaj

Der Wasserfall von Gjeçaj oder Gjeçaj-Wasserfall (albanisch Ujëvara e Gjeçajve) ist ein Wasserfall im albanischen Nationalpark Theth in den Albanischen Alpen. Er liegt in Theth am nordwestlichen Rand des Zentrums der Streusiedlung auf rund 860 m ü. A. wenig neben der Durchgangsstraße durch den Ort.
Das Wasser hat eine Fallhöhe von etwa 25 Metern. Beim Gjeçaj-Wasserfall fließt der Celave-Bach eine steile Felswand hinunter. Der Bach entwässert die Ostflanke der Maja e Shtegut (2104 m ü. A.) etwas südlich des Saumpfads über den Shtegu i Dhënve (1830 m ü. A.) und mündet rund 50 Meter weiter unten in den Shala-Fluss.